# Пиннингтон Джонс, Джек
Джек Пиннингтон Джонс (англ. Jack Pinnington Jones; род. 30 марта 2003) — британский теннисист. Победитель одного турнира ATP Challenger и финалист одного турнира ATP Challenger в одиночном разряде.
Четвертьфиналист одного юниорского турнира Большого шлема в одиночном разряде (Уимблдон-2021); бывшая шестая ракетка мира в юниорском рейтинге ITF (2021).

## Общая информация
Родился 30 марта 2003 года в Кингстон-апон-Темсе, в Англии, в Великобритании.

## Спортивная карьера
В 2021—2024 годах завоевал пять титулов ITF в одиночном разряде.

### 2025
В середине июня 2025 года стал финалистом одиночного турнира категории ATP Challenger Ilkley Trophy в Илкли (Англия), где он в финале проиграл австралийцу Тристану Скулкейту со счётом 7-6(10-8), 4-6, 3-6.
В конце июня 2025 года получил уайлд-кард в основную сетку одиночного разряда Уимблдонского турнира.